# NBA 2020/21
NBA 2020/21 was het 75e seizoen van de NBA. Het seizoen begon op 22 december 2020 en was gereduceerd tot 72 wedstrijden in plaats van de gebruikelijke 82. Door Covid-restricties tussen Canada en de Verenigde Staten speelde de Toronto Raptors hun thuiswedstrijden in Florida.

## Coachwissels
| Team                        | 2019/20                  | 2020/21                  |
| Voor het seizoen 2020/21    | Voor het seizoen 2020/21 | Voor het seizoen 2020/21 |
| --------------------------- | ------------------------ | ------------------------ |
| Brooklyn Nets               | Jacque Vaughn (interim)  | Steve Nash               |
| Chicago Bulls               | Jim Boylen               | Billy Donovan            |
| Houston Rockets             | Mike D'Antoni            | Stephen Silas            |
| Indiana Pacers              | Nate McMillan            | Nate Bjorkgren           |
| Los Angeles Clippers        | Doc Rivers               | Tyronn Lue               |
| New Orleans Pelicans        | Alvin Gentry             | Stan Van Gundy           |
| New York Knicks             | Mike Miller (interim)    | Tom Thibodeau            |
| Oklahoma City Thunder       | Billy Donovan            | Mark Daigneault          |
| Philadelphia 76ers          | Brett Brown              | Doc Rivers               |
| Tijdens het seizoen 2020/21 |                          |                          |
| Atlanta Hawks               | Lloyd Pierce             | Nate McMillan (interim)  |
| Minnesota Timberwolves      | Ryan Saunders            | Chris Finch              |

## All Star Weekend
Het All Start Weekend van 2021 werd gehouden op 6 en 7 maart 2021 in Atlanta.

### All Star Saturday
- Skills Challenge = winnaar Domantas Sabonis
- Three Point Contest = winnaar Stephen Curry
- Slam Dunk Contest = winnaar Anfernee Simons

### All Star Game
Uit de Western Conference werd Lebron James verkozen tot kapitein en uit de Eastern Conference werd dit Kevin Durant. Zij konden, als teamkapiteins, hun teams samenstellen.
| Pos                                         | Speler           | Club                 |          |
| Starters                                    | Starters         | Starters             | Starters |
| ------------------------------------------- | ---------------- | -------------------- | -------- |
| G                                           | Kyrie Irving     | Brooklyn Nets        |          |
| C                                           | Joel Embiid      | Philadelphia 76ers   |          |
| F                                           | Kawhi Leonard    | Los Angeles Clippers |          |
| G                                           | Bradley Beal     | Washington Wizards   |          |
| F                                           | Jayson Tatum     | Boston Celtics       |          |
| Reserves                                    |                  |                      |          |
| G                                           | James Harden     | Brooklyn Nets        |          |
| F                                           | Zion Williamson  | New Orleans Pelicans |          |
| G                                           | Zach LaVine      | Chicago Bulls        |          |
| F                                           | Julius Randle    | New York Knicks      |          |
| C                                           | Nikola Vučević   | Orlando Magic        |          |
| G                                           | Donovan Mitchell | Utah Jazz            |          |
| G                                           | Mike Conley Jr.  | Utah Jazz            |          |
| Hoofdcoach: Doc Rivers (Philadelphia 76ers) |                  |                      |          |

| Pos                                | Speler                | Ploeg                  |          |
| Starters                           | Starters              | Starters               | Starters |
| ---------------------------------- | --------------------- | ---------------------- | -------- |
| F                                  | LeBron James          | Los Angeles Lakers     |          |
| F                                  | Giannis Antetokounmpo | Milwaukee Bucks        |          |
| G                                  | Stephen Curry         | Golden State Warriors  |          |
| G                                  | Luka Dončić           | Dallas Mavericks       |          |
| C                                  | Nikola Jokić          | Denver Nuggets         |          |
| Reserves                           |                       |                        |          |
| G                                  | Damian Lillard        | Portland Trail Blazers |          |
| G                                  | Ben Simmons           | Philadelphia 76ers     |          |
| G                                  | Chris Paul            | Phoenix Suns           |          |
| G                                  | Jaylen Brown          | Boston Celtics         |          |
| F                                  | Paul George           | Los Angeles Clippers   |          |
| F                                  | Domantas Sabonis      | Indiana Pacers         |          |
| C                                  | Rudy Gobert           | Utah Jazz              |          |
| Hoofcoach: Quin Snyder (Utah Jazz) |                       |                        |          |

| All Star Game |             |     |
|               |             |     |
|               | Team Lebron | 170 |
|               | Team Durant | 150 |

## Statistieken

### Individuele leiders
| Categorie                 | Speler             | Club                   | Statistiek |
| ------------------------- | ------------------ | ---------------------- | ---------- |
| Punten per wedstrijd      | Stephen Curry      | Golden State Warriors  | 32,0       |
| Rebounds per wedstrijd    | Clint Capela       | Atlanta Hawks          | 14,3       |
| Assists per wedstrijd     | Russell Westbrook  | Washington Wizards     | 11,7       |
| Steals per wedstrijd      | Jimmy Butler       | Miami Heat             | 2,1        |
| Blocks per wedstrijd      | Myles Turner       | Indiana Pacers         | 3,4        |
| Turnovers per wedstrijd   | Russell Westbrook  | Washington Wizards     | 4,8        |
| Fouten per wedstrijd      | Karl-Anthony Towns | Minnesota Timberwolves | 3,7        |
| Minuten per wedstrijd     | Julius Randle      | New York Knicks        | 37,6       |
| FG%                       | Rudy Gobert        | Utah Jazz              | 67,4%      |
| FT%                       | Chris Paul         | Phoenix Suns           | 93,4%      |
| 3FG%                      | Joe Harris         | Brooklyn Nets          | 47,5%      |
| Efficiëntie per wedstrijd | Nikola Jokić       | Denver Nuggets         | 35,9       |
| Double-doubles            | Nikola Jokić       | Denver Nuggets         | 60         |
| Triple-doubles            | Russell Westbrook  | Washington Wizards     | 38         |

### Individuele hoogtepunten
Deze tabel geeft weer wat het maximale van een bepaalde statistiek is dat behaald werd in een wedstrijd.
| Categorie   | Speler            | Club                   | Statistiek |
| ----------- | ----------------- | ---------------------- | ---------- |
| Punten      | Stephen Curry     | Golden State Warriors  | 62         |
| Rebounds    | Enes Freedom      | Portland Trail Blazers | 30         |
| Assists     | Russell Westbrook | Washington Wizards     | 24         |
| Steals      | T.J. McConnell    | Indiana Pacers         | 10         |
| Blocks      | Clint Capela      | Atlanta Hawks          | 10         |
| Driepunters | Stephen Curry     | Golden State Warriors  | 11         |
| Driepunters | Fred VanVleet     | Toronto Raptors        | 11         |

## Eindstand regulier seizoen
| Eastern Conference  | W  | V  |
| ------------------- | -- | -- |
| Philadelphia 76ers* | 49 | 23 |
| Brooklyn Nets       | 48 | 24 |
| Milwaukee Bucks*    | 46 | 26 |
| New York Knicks     | 41 | 31 |
| Atlanta Hawks*      | 41 | 31 |
| Miami Heat          | 40 | 32 |
| Boston Celtics      | 36 | 36 |
| Washington Wizards  | 34 | 38 |
| Indiana Pacers      | 34 | 38 |
| Charlotte Hornets   | 33 | 39 |
| Chicago Bulls       | 31 | 41 |
| Toronto Raptors     | 27 | 45 |
| Cleveland Cavaliers | 22 | 50 |
| Orlando Magic       | 21 | 51 |
| Detroit Pistons     | 20 | 52 |

| Western Conference     | W  | V  |
| ---------------------- | -- | -- |
| Utah Jazz*             | 52 | 20 |
| Phoenix Suns*          | 51 | 21 |
| Denver Nuggets         | 47 | 25 |
| LA Clippers            | 47 | 25 |
| Dallas Mavericks*      | 42 | 30 |
| Portland Trail Blazers | 42 | 30 |
| LA Lakers              | 42 | 30 |
| Golden State Warriors  | 39 | 33 |
| Memphis Grizzlies      | 38 | 34 |
| San Antonio Spurs      | 33 | 39 |
| New Orleans Pelicans   | 31 | 41 |
| Sacramento Kings       | 31 | 41 |
| Minnesota Timberwolves | 23 | 49 |
| Oklahoma City Thunder  | 22 | 50 |
| Houston Rockets        | 17 | 55 |

*Winnaars van de zes divisies

## Playoffs
De opzet van de play-offs was voor dit seizoen anders. In de Eastern en Western Conference plaatsen de nummers 1 t/m 6 voor de play-offs, maar voor de plekken 7 en 8 werd gespeeld met play-in systeem.
Het play-in system houdt in dat de nummer 7 t/m 10 strijden om plek 7 en 8 in de play-offs ;
- nummer 7 tegen nummer 8. De winnaar van deze wedstrijd wordt de nummer 7 in de play-offs
- nummer 9 tegen nummer 10. De winnaar van deze wedstrijd speelt 1 wedstrijd tegen de verliezer van 7 tegen 8. De winnaar van deze wedstrijd wordt de nummer 8 van de play-offs

|  | Eerste ronde | Eerste ronde          | Eerste ronde         |   |                    | Conference Halve Finale | Conference Halve Finale | Conference Halve Finale |  |  | Conference Finale | Conference Finale | Conference Finale |   |  | NBA Finale | NBA Finale | NBA Finale |
|  |              |                       |                      |   |                    |                         |                         |                         |  |  |                   |                   |                   |   |  |            |            |            |
|  |              | Utah Jazz             | 4                    |   |                    |                         |                         |                         |  |  |                   |                   |                   |   |  |            |            |            |
|  |              | Memphis Grizzlies*    | 1                    |   |                    |                         |                         |                         |  |  |                   |                   |                   |   |  |            |            |            |
|  |              | Memphis Grizzlies*    | 1                    |   | Utah Jazz          | 2                       |                         |                         |  |  |                   |                   |                   |   |  |            |            |            |
|  |              |                       |                      |   | Utah Jazz          | 2                       |                         |                         |  |  |                   |                   |                   |   |  |            |            |            |
|  |              |                       | Los Angeles Clippers | 4 |                    |                         |                         |                         |  |  |                   |                   |                   |   |  |            |            |            |
|  |              | Los Angeles Clippers  | Los Angeles Clippers | 4 | 4                  |                         |                         |                         |  |  |                   |                   |                   |   |  |            |            |            |
|  |              |                       |                      |   | 4                  |                         |                         |                         |  |  |                   |                   |                   |   |  |            |            |            |
|  |              | Dallas Mavericks      | 3                    |   |                    |                         |                         |                         |  |  |                   |                   |                   |   |  |            |            |            |
|  |              |                       |                      |   |                    |                         | Los Angeles Clippers    | 2                       |  |  |                   |                   |                   |   |  |            |            |            |
|  |              |                       |                      |   |                    |                         |                         |                         |  |  |                   |                   |                   |   |  |            |            |            |
|  |              |                       | Phoenix Suns         | 4 |                    |                         |                         |                         |  |  |                   |                   |                   |   |  |            |            |            |
|  |              | Denver Nuggets        | Phoenix Suns         | 4 | 4                  |                         |                         |                         |  |  |                   |                   |                   |   |  |            |            |            |
|  |              |                       |                      |   | 4                  |                         |                         |                         |  |  |                   |                   |                   |   |  |            |            |            |
|  |              | Portland Trailblazers | 2                    |   |                    |                         |                         |                         |  |  |                   |                   |                   |   |  |            |            |            |
|  |              | Portland Trailblazers | 2                    |   | Denver Nuggets     | 0                       |                         |                         |  |  |                   |                   |                   |   |  |            |            |            |
|  |              |                       |                      |   | Denver Nuggets     | 0                       |                         |                         |  |  |                   |                   |                   |   |  |            |            |            |
|  |              |                       | Phoenix Suns         | 4 |                    |                         |                         |                         |  |  |                   |                   |                   |   |  |            |            |            |
|  |              | Phoenix Suns          | Phoenix Suns         | 4 | 4                  |                         |                         |                         |  |  |                   |                   |                   |   |  |            |            |            |
|  |              |                       |                      |   | 4                  |                         |                         |                         |  |  |                   |                   |                   |   |  |            |            |            |
|  |              | Los Angeles Lakers*   | 2                    |   |                    |                         |                         |                         |  |  |                   |                   |                   |   |  |            |            |            |
|  |              |                       |                      |   |                    |                         |                         |                         |  |  |                   |                   | Phoenix Suns      | 2 |  |            |            |            |
|  |              |                       |                      |   |                    |                         |                         |                         |  |  |                   |                   |                   | 2 |  |            |            |            |
|  |              |                       | Milwaukee Bucks      | 4 |                    |                         |                         |                         |  |  |                   |                   |                   |   |  |            |            |            |
|  |              | Philadelphia 76ers    | Milwaukee Bucks      | 4 | 4                  |                         |                         |                         |  |  |                   |                   |                   |   |  |            |            |            |
|  |              | Philadelphia 76ers    |                      |   | 4                  |                         |                         |                         |  |  |                   |                   |                   |   |  |            |            |            |
|  |              | Washington Wizards*   | 1                    |   |                    |                         |                         |                         |  |  |                   |                   |                   |   |  |            |            |            |
|  |              | Washington Wizards*   | 1                    |   | Philadelphia 76ers | 3                       |                         |                         |  |  |                   |                   |                   |   |  |            |            |            |
|  |              |                       |                      |   | Philadelphia 76ers | 3                       |                         |                         |  |  |                   |                   |                   |   |  |            |            |            |
|  |              |                       | Atlanta Hawks        | 4 |                    |                         |                         |                         |  |  |                   |                   |                   |   |  |            |            |            |
|  |              | New York Knicks       | Atlanta Hawks        | 4 | 1                  |                         |                         |                         |  |  |                   |                   |                   |   |  |            |            |            |
|  |              |                       |                      |   | 1                  |                         |                         |                         |  |  |                   |                   |                   |   |  |            |            |            |
|  |              | Atlanta Hawks         | 4                    |   |                    |                         |                         |                         |  |  |                   |                   |                   |   |  |            |            |            |
|  |              |                       |                      |   |                    |                         | Atlanta Hawks           | 2                       |  |  |                   |                   |                   |   |  |            |            |            |
|  |              |                       |                      |   |                    |                         |                         |                         |  |  |                   |                   |                   |   |  |            |            |            |
|  |              |                       | Milwaukee Bucks      | 4 |                    |                         |                         |                         |  |  |                   |                   |                   |   |  |            |            |            |
|  |              | Milwaukee Bucks       | Milwaukee Bucks      | 4 | 4                  |                         |                         |                         |  |  |                   |                   |                   |   |  |            |            |            |
|  |              | Milwaukee Bucks       |                      |   | 4                  |                         |                         |                         |  |  |                   |                   |                   |   |  |            |            |            |
|  |              | Miami Heat            | 0                    |   |                    |                         |                         |                         |  |  |                   |                   |                   |   |  |            |            |            |
|  |              | Miami Heat            | 0                    |   | Milwaukee Bucks    | 4                       |                         |                         |  |  |                   |                   |                   |   |  |            |            |            |
|  |              |                       |                      |   | Milwaukee Bucks    | 4                       |                         |                         |  |  |                   |                   |                   |   |  |            |            |            |
|  |              |                       | Brooklyn Nets        | 3 |                    |                         |                         |                         |  |  |                   |                   |                   |   |  |            |            |            |
|  |              | Brooklyn Nets         | Brooklyn Nets        | 3 | 4                  |                         |                         |                         |  |  |                   |                   |                   |   |  |            |            |            |
|  |              | Brooklyn Nets         |                      |   | 4                  |                         |                         |                         |  |  |                   |                   |                   |   |  |            |            |            |
|  |              | Boston Celtics*       | 1                    |   |                    |                         |                         |                         |  |  |                   |                   |                   |   |  |            |            |            |

```
*  = geplaatst via play-in
```

## Prijzen

### Individuele Prijzen
- Most Valuable Player: 
  Nikola Jokić (Denver Nuggets)
- Finals Most Valuable Player: 
  Giannis Antetokounmpo (Milwaukee Bucks)
- Rookie of the Year: 
  LaMelo Ball (Charlotte Hornets)
- Defensive Player of the Year 
  Rudy Gobert (Utah Jazz)
- NBA Sixth Man of the Year: 
  Jordan Clarkson (Utah Jazz)
- Most Improved Player: 
  Julius Randle (New York Knicks)
- NBA Coach of the Year: 
  Tom Thibodeau (New York Knicks)

- NBA Sportsmanship Award:
  Jrue Holiday (Milwaukee Bucks)
- Twyman–Stokes Teammate of the Year Award: 
  Damian Lillard (Portland Trail Blazers)
- NBA Hustle Award: 
 Thaddeus Young (Chicago Bulls)
- NBA Community Assist Award: 
 Devin Booker (Phoenix Suns)
- Kareem Abdul-Jabbar Social Justice Champion Award: 
 Carmelo Anthony (Portland Trail Blazers)

### All-NBA Teams
- All-NBA First Team:
  - F Giannis Antetokounmpo, Milwaukee Bucks
  - F Kawhi Leonard, Los Angeles Clippers
  - C Nikola Jokić, Denver Nuggets
  - G Stephen Curry, Golden State Warriors
  - G Luka Dončić, Dallas Mavericks

- All-NBA Second Team:
  - F Julius Randle, New York Knicks
  - F LeBron James, Los Angeles Lakers
  - C Joel Embiid, Philadelphia 76ers
  - G Damian Lillard, Portland Trail Blazers
  - G Chris Paul, Phoenix Suns

- All-NBA Third Team:
  - F Jimmy Butler, Miami Heat
  - F Paul George, Los Angeles Clippers
  - C Rudy Gobert, Utah Jazz
  - G Bradley Beal, Washington Wizards
  - G Kyrie Irving, Brooklyn Nets

- NBA All-Defensive First Team:
  - F Draymond Green, Golden State Warriors
  - F Giannis Antetokounmpo, Milwaukee Bucks
  - C Rudy Gobert, Utah Jazz
  - G Ben Simmons, Philadelphia 76ers
  - G Jrue Holiday, Milwaukee Bucks

- NBA All-Defensive Second Team:
  - F Bam Adebayo, Miami Heat
  - F Kawhi Leonard, Los Angeles Clippers
  - C Joel Embiid, Philadelphia 76ers
  - G Jimmy Butler, Miami Heat
  - G Matisse Thybulle, Philadelphia 76ers

- NBA All-Rookie First Team:
  - LaMelo Ball, Charlotte Hornets
  - Anthony Edwards, Minnesota Timberwolves
  - Tyrese Haliburton, Sacramento Kings
  - Saddiq Bey, Detroit Pistons
  - Jae'Sean Tate, Houston Rockets

- NBA All-Rookie Second Team:
  - Immanuel Quickley, New York Knicks
  - Desmond Bane, Memphis Grizzlies
  - Isaiah Stewart, Detroit Pistons
  - Isaac Okoro, Cleveland Cavaliers
  - Patrick Williams, Chicago Bulls

1950 · 1951 · 1952 · 1953 · 1954 · 1955 · 1956 · 1957 · 1958 · 1959 · 
1960 · 1961 · 1962 · 1963 · 1964 · 1965 · 1966 · 1967 · 1968 · 1969 · 
1970 · 1971 · 1972 · 1973 · 1974 · 1975 · 1976 · 1977 · 1978 · 1979 · 
1980 · 1981 · 1982 · 1983 · 1984 · 1985 · 1986 · 1987 · 1988 · 1989 · 
1990 · 1991 · 1992 · 1993 · 1994 · 1995 · 1996 · 1997 · 1998 · 1999 · 
2000 · 2001 · 2002 · 2003 · 2004 · 2005 · 2006 · 2007 · 2008 · 2009 · 
2010 · 2011 · 2012 · 2013 · 2014 · 2015 · 2016 · 2017 · 2018 · 2019 · 
2020 · 2021 · 2022 · 2023 · 2024